# Pomponio Torelli
Pomponio Torelli (Montechiarugolo, 1539 – Parma, 9 aprile 1608) è stato un nobile, letterato, poeta e tragediografo italiano.
Conte di Montechiarugolo, importante fu anche il suo ruolo culturale: da letterato compose liriche, prose e tragedie in versi; il Torelli è considerato il più importante tragediografo italiano di fine Cinquecento, oltreché anticipatore della commedia del XVIII secolo.

## Biografia

### Origini
Pomponio era il figlio primogenito di Paolo, conte di Montechiarugolo, e della sua seconda moglie Beatrice, figlia di Gianfrancesco Pico della Mirandola. Suo fratello maggiore, Francesco, nato dal matrimonio del padre Paolo con Isabella Contrari, aveva intrapreso la carriera ecclesiastica divenendo abate di Lézat.

### Conte di Montechiarugolo e l'attività letteraria
Egli si trovò a dover succedere al padre nel 1545, all'età di soli sei anni e l'anno successivo morì anche la madre. Pomponio, ancora minorenne, passò dunque sotto la tutela del duca di Parma, venendo affidato fisicamente dapprima ad Angelo Cantelli ed a Francesco Baratta, e in seguito allo zio Gaspare Torelli (figlio naturale di Francesco).
Evento storico che comprometterà poi la signoria dei Torelli nell'area, sarà in quello stesso 1545 l'investitura ai Farnese del Ducato di Parma e Piacenza, un potere non indifferente che farà cessare le pretese della corte milanese sull'area.
Pomponio compì quindi i propri studi a Padova e nel 1561 tornò nel proprio feudo, ove conobbe una popolana di cui non ci è giunto il nome, ma dalla quale ebbe un figlio illegittimo.
Postosi al servizio della corte parmigiana, gli vengono affidati moltissimi incarichi non solo in Italia, ma anche nelle Fiandre e presso le prestigiose corti di Parigi e Madrid, concludendo proprio con Filippo II di Spagna la trattativa per la restituzione di Piacenza nelle mani dei Farnese. In segno di riconoscenza, nel 1583 venne nominato precettore del Duca Ranuccio I Farnese che nel 1586 divenne reggente del ducato per il padre, impegnato negli scontri nelle Fiandre, dove era diventato Governatore dei Paesi Bassi.
Tutti questi onori lo resero però inviso alla corte, e decise perciò saggiamente di fare ritorno a Montechiarugolo, malgrado l'affetto e la stima per Ranuccio I.
Scrisse poesie amorose in volgare (Rime, 1575; ed. accr. 1586), sei libri di Carmina in latino (1600) e il Trattato del debito del cavalliero (1596), una sorta di galateo su come comportarsi a corte (nel ballo, nella caccia, nel gioco, ecc.) e nel contempo un manuale di etica di comportamento, per ragionare e pensare in modo virtuoso; è dedicato a Ranuccio Farnese in cui "tutte le virtù cavalleresche, mirabilmente, et gloriosissimamente risplendono". Studioso delle leggi dell'arte drammatica, fu soprattutto celebre come autore di cinque tragedie, fondate essenzialmente sul conflitto tra la ragion di stato e gli affetti degli individui: Merope (1589), Tancredi (1597), Galatea (1603), Vittoria (il cui protagonista è Pier delle Vigne; 1605) e Polidoro (1605).

### Morte
Morì a Parma il 9 aprile 1608 e venne sepolto nella cappella di famiglia, dedicata a San Giovanni, nella chiesa della Santissima Annunziata, che all'epoca recava una tavola con l'immagine del santo dedicatario che si diceva dipinta dal Parmigianino.

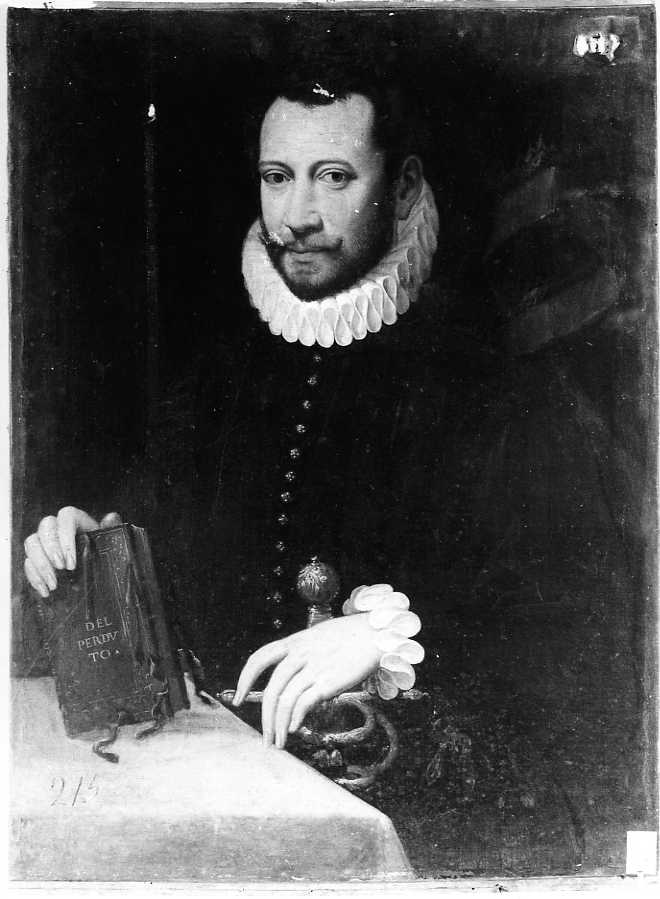
Ritratto di Pomponio Torelli, opera di Scipione Pulzone

## Discendenza
Sposò nel 1573 Isabella Bonelli (1554-1591), figlia di Marco, nobile alessandrino, e di Dominia de Gibertis (pronipote del pontefice Pio V), sorella del cardinale Michele Bonelli. Da questa unione nacquero:
- Paolo (1576-1630), primogenito, vescovo di Rossano
- Cecilia, sposò Giammbattista Masi
- Francesco (?-1629), militare
- Marsilio (?-1608)
- Emilia, sposò il conte Francesco Anguissola
- Flavia, sposò il conte Girolamo Bernieri
- Pio (1578-1612), ultimo conte di Montechiarugolo
- Salinguerra.

Ebbe anche un figlio naturale, Pompilio.

## Ascendenza
|                                                                                       |                                                                            |                                                                 | Genitori                                                       |  |  | Nonni |  |  | Bisnonni                                   |  |  | Trisnonni                                      |  |
|                                                                                       |                                                                            |                                                                 |                                                                |  |  |       |  |  | Marsilio Torelli, conte di Montechiarugolo |  |  | Cristoforo I Torelli, conte di Montechiarugolo |  |
|                                                                                       |                                                                            |                                                                 |                                                                |  |  |       |  |  | Marsilio Torelli, conte di Montechiarugolo |  |  | Cristoforo I Torelli, conte di Montechiarugolo |  |
|                                                                                       |                                                                            | Taddea Pio                                                      |                                                                |  |  |       |  |  | Marsilio Torelli, conte di Montechiarugolo |  |  |                                                |  |
| Francesco Torelli, conte di Montechiarugolo                                           |                                                                            |                                                                 |                                                                |  |  |       |  |  | Marsilio Torelli, conte di Montechiarugolo |  |  |                                                |  |
|                                                                                       |                                                                            | Paola Secco                                                     | Francesco Secco, conte di Calcio                               |  |  |       |  |  |                                            |  |  |                                                |  |
|                                                                                       |                                                                            | Paola Secco                                                     | Francesco Secco, conte di Calcio                               |  |  |       |  |  |                                            |  |  |                                                |  |
|                                                                                       |                                                                            | Paola Secco                                                     | Caterina Gonzaga                                               |  |  |       |  |  |                                            |  |  |                                                |  |
| Paolo Torelli, conte di Montechiarugolo                                               |                                                                            | Paola Secco                                                     |                                                                |  |  |       |  |  |                                            |  |  |                                                |  |
|                                                                                       |                                                                            | Giovanni Trivulzio, consignore di Borgomanero                   | Pietro Trivulzio                                               |  |  |       |  |  |                                            |  |  |                                                |  |
|                                                                                       |                                                                            | Giovanni Trivulzio, consignore di Borgomanero                   | Pietro Trivulzio                                               |  |  |       |  |  |                                            |  |  |                                                |  |
|                                                                                       |                                                                            | Giovanni Trivulzio, consignore di Borgomanero                   | Lara Bossi                                                     |  |  |       |  |  |                                            |  |  |                                                |  |
| Damigella Trivulzio                                                                   |                                                                            | Giovanni Trivulzio, consignore di Borgomanero                   |                                                                |  |  |       |  |  |                                            |  |  |                                                |  |
|                                                                                       |                                                                            | Angiola Martinengo                                              | …                                                              |  |  |       |  |  |                                            |  |  |                                                |  |
|                                                                                       |                                                                            | Angiola Martinengo                                              | …                                                              |  |  |       |  |  |                                            |  |  |                                                |  |
|                                                                                       |                                                                            | Angiola Martinengo                                              | …                                                              |  |  |       |  |  |                                            |  |  |                                                |  |
| Pomponio Torelli, conte di Montechiarugolo                                            |                                                                            | Angiola Martinengo                                              |                                                                |  |  |       |  |  |                                            |  |  |                                                |  |
|                                                                                       | Galeotto I Pico della Mirandola, signore di Mirandola e conte di Concordia | Gianfrancesco I Pico, signore di Mirandola e conte di Concordia |                                                                |  |  |       |  |  |                                            |  |  |                                                |  |
|                                                                                       | Galeotto I Pico della Mirandola, signore di Mirandola e conte di Concordia | Gianfrancesco I Pico, signore di Mirandola e conte di Concordia |                                                                |  |  |       |  |  |                                            |  |  |                                                |  |
|                                                                                       | Galeotto I Pico della Mirandola, signore di Mirandola e conte di Concordia | Giulia Boiardo                                                  |                                                                |  |  |       |  |  |                                            |  |  |                                                |  |
| Giovanni Francesco II Pico della Mirandola, signore di Mirandola e conte di Concordia | Galeotto I Pico della Mirandola, signore di Mirandola e conte di Concordia |                                                                 |                                                                |  |  |       |  |  |                                            |  |  |                                                |  |
|                                                                                       |                                                                            | Bianca d'Este                                                   | Niccolò III d'Este, marchese di Ferrara, Modena e Reggio       |  |  |       |  |  |                                            |  |  |                                                |  |
|                                                                                       |                                                                            | Bianca d'Este                                                   | Niccolò III d'Este, marchese di Ferrara, Modena e Reggio       |  |  |       |  |  |                                            |  |  |                                                |  |
|                                                                                       |                                                                            | Bianca d'Este                                                   | Anna de' Roberti                                               |  |  |       |  |  |                                            |  |  |                                                |  |
| Beatrice Pico della Mirandola                                                         |                                                                            | Bianca d'Este                                                   |                                                                |  |  |       |  |  |                                            |  |  |                                                |  |
|                                                                                       |                                                                            | Giovanni Tommaso Carafa, conte di Maddaloni                     | Diomede I Carafa, conte di Maddaloni                           |  |  |       |  |  |                                            |  |  |                                                |  |
|                                                                                       |                                                                            | Giovanni Tommaso Carafa, conte di Maddaloni                     | Diomede I Carafa, conte di Maddaloni                           |  |  |       |  |  |                                            |  |  |                                                |  |
|                                                                                       |                                                                            | Giovanni Tommaso Carafa, conte di Maddaloni                     | Maria Caracciolo, signora di Casalduni e Ferrarisi             |  |  |       |  |  |                                            |  |  |                                                |  |
| Giovanna Carafa, signora di Roddi                                                     |                                                                            | Giovanni Tommaso Carafa, conte di Maddaloni                     |                                                                |  |  |       |  |  |                                            |  |  |                                                |  |
|                                                                                       |                                                                            | Giulia Sanseverino                                              | Roberto Sanseverino d'Aragona, marchese di Castelnuovo Scrivia |  |  |       |  |  |                                            |  |  |                                                |  |
|                                                                                       |                                                                            | Giulia Sanseverino                                              | Roberto Sanseverino d'Aragona, marchese di Castelnuovo Scrivia |  |  |       |  |  |                                            |  |  |                                                |  |
|                                                                                       |                                                                            | Giulia Sanseverino                                              | Giovanna da Correggio                                          |  |  |       |  |  |                                            |  |  |                                                |  |
|                                                                                       |                                                                            | Giulia Sanseverino                                              |                                                                |  |  |       |  |  |                                            |  |  |                                                |  |